# Ralung (sockenhuvudort i Kina, Tibet Autonomous Region, lat 28,82, long 90,05)
Ralung (kinesiska: Relong, 热龙, 热龙乡) är en sockenhuvudort i Kina. Den ligger i den autonoma regionen Tibet, i den sydvästra delen av landet, omkring 140 kilometer sydväst om regionhuvudstaden Lhasa. Antalet invånare är 2 043. Befolkningen består av 1 076 kvinnor och 967 män. Barn under 15 år utgör 26,0 %, vuxna 15-64 år 69 %, och äldre över 65 år 4,0 %.
Runt Ralung är det mycket glesbefolkat, med 3 invånare per kvadratkilometer. Ralung är det största samhället i trakten. Trakten runt Ralung består i huvudsak av gräsmarker.
Genomsnittlig årsnederbörd är 1 019 millimeter. Den regnigaste månaden är juli, med i genomsnitt 227 mm nederbörd, och den torraste är december, med 6 mm nederbörd.